# Vaejovis halli
Espèce
Vaejovis halli est une espèce de scorpions de la famille des Vaejovidae.

## Distribution
Cette espèce est endémique d'Arizona aux États-Unis. Elle se rencontre dans le comté de Gila vers 1 780 m d'altitude sur le mont Ord.

## Description
La femelle holotype mesure 22,05 mm, les mâles mesurent de 20,32 à 22,06 mm et les femelles de 21,87 à 23,43 mm.

## Étymologie
Cette espèce est nommée en l'honneur de James Hall.

## Publication originale
- Ayrey, 2012 : « A New Vaejovis from the Mogollon Highlands of Northern Arizona (Scorpiones: Vaejovidae). » Euscorpius, no 148, p. 1-13 (texte intégral).